# Und ewig lockt der Wurm
Und ewig lockt der Wurm ist ein US-amerikanischer Zeichentrick-Kurzfilm von Friz Freleng aus dem Jahr 1943.

## Handlung
Ein Angler lässt einen Wurm auf einem Angelhaken zu Wasser. Dieser setzt sich zunächst eine Badekappe auf und testet die Wassertemperatur, bevor er dem Angler bedeutet, ihn ganz ins Wasser herabzulassen. Am Meeresboden angekommen, sammelt der Wurm schlafende Fische ein und schickt sie dem Angler auf einem Servierteller mit Deckel nach oben. Andere Fische lockt er als blondhaarige Nixe verkleidet oder überzeugt sie, sich am Angelhaken artistisch zu versuchen.
Bei seinem Tun wird der Wurm von einer Krabbe gestört, die ihn verfolgt und schließlich zu einem Boxkampf herausfordert. Der Wurm erklärt den Zuschauern, dass nicht gezeigt werden kann, wie er die Krabbe zurichten werde, um Menschen mit schwachem Herzen nicht zu schockieren. Die Kamera schwenkt zur Meeresoberfläche, die sich bald zu kräuseln beginnt. Am Ende zieht die Angel an und die Servierplatte erscheint an der Oberfläche. Darauf liegt der schwer bandagierte Wurm, der zugibt, sich in der Krabbe getäuscht zu haben.

## Produktion
Und ewig lockt der Wurm kam am 15. Mai 1943 als Teil der Warner-Bros.-Trickfilmserie Merrie Melodies in Technicolor in die Kinos.
Der Wurm, der von Mel Blanc gesprochen wird, gleicht mit Bart und Akzent dem amerikanisch-italienischen Entertainer Jerry Colonna. Auch der Angler, der am Ende des Films kurz zu sehen ist, hat sein Aussehen und spricht mit seinem einzigen Satz „Ah, yes! Embarrasing, isn't it?“ (dt. „Ah, ja. Peinlich, stimmts?“) einen typischen Colonna-Satz aus.
Nach The Wacky Worm aus dem Jahr 1941 war es der zweite und letzte Auftritt des Wurms in einem Merrie-Melodies-Trickfilm.

## Auszeichnungen
Und ewig lockt der Wurm wurde 1944 für einen Oscar in der Kategorie „Bester animierter Kurzfilm“ nominiert, konnte sich jedoch nicht gegen Tom spielt Feuerwerker durchsetzen.